# Biollay (Chambéry)
Le quartier du Biollay est un quartier administratif de la commune de Chambéry, comptant environ 6 030 habitants. Il est majoritairement constitué de logements collectifs, avec une forte proportion de logement social.
Il est situé en partie sur les premiers coteaux des contreforts du massif de la Chartreuse, à la limite notamment avec les flancs ouest de la colline de Montjay et la rivière de l'Hyères pour le secteur de la Favorite, à environ 1,5 km du centre-ville pour la partie la plus proche,.

## Secteurs
On peut y distinguer plusieurs secteurs :
- Le grand ensemble du Biollay à proprement parler, classé patrimoine du XXe siècle[5], autour de l'avenue Georges-Clémenceau et de la rue Oradour-sur-Glane, situé entre le chemin des Vieux-Capucins, l'avenue de Lyon (ancienne RN 6), le chemin du Biollay, la rue Ernest-Grangeat (à la limite avec la résidence des Alpes de Jacob-Bellecombette), le ruisseau de Salins et l'Hyères (à la limite avec les secteurs de la Poterie et de Villeneuve à Cognin). De hauteurs modérées, composé de nombreux espaces verts, il est majoritairement conçu au cours des années 1950, dont une partie dans le cadre du Plan Million et concourt au Grand prix de l'urbanisme[3] ;
- Le secteur du Petit-Biollay, autour de la rue des Tilleuls, composé, outre un secteur pavillonnaire, d'un ensemble de logements collectifs, situé entre le chemin du Biollay, le chemin de Jacob et l'avenue de Lyon (ancienne RN 6). Il est visible notamment par sa tour emblématique de 17 niveaux, à la façade bleue. Il est construit entre 1961 et 1962[6] ;
- Le secteur de la Favorite, autour de l'ouest de la rue Charles-et-Patrice-Buet, situé entre la rivière de l'Hyères (à la limite avec la rue de la Digue de Cognin), le chemin des Vieux-Capucins, l'avenue de Lyon, le faubourg Mâché, la cimenterie Vicat et le boulevard Henry-Bordeaux (D 1006). Il comprend notamment des barres assez massives de 9 ou 11 niveaux, et est construit entre 1968 et 1973[6].

## Historique
Le quartier du Biollay est historiquement composé de prairies, notamment des fermes et des terrains dépendant de la famille du château de Boigne, mais la croissance démographique apportée par les Trente Glorieuses, et indirectement la nécessité d'opérer des reconstructions après la Seconde Guerre mondiale mènent à son urbanisation.
Sur ce site majoritairement vierge et agricole, sont notamment implantés par les ciments Chiron, pour ses besoins de transports de pierre à ciment, une petite ligne de chemin de fer minière de type Decauville entre 1912 et 1924, puis un transbordeur aérien entre 1924 et 1963, lequel disposait d'une gare de déchargement puis d'une station-relais à hauteur de l'actuelle rue Ernest-Grangeat. Ce système de transport est rasé après son remplacement en 1963 par un chemin de fer souterrain, appelé métro de Montagnole,.
La cité SNCF, bâtie en bordure de l'avenue de Lyon, est composée d'une première tranche de HBM, composée de 86 logements construits dès 1931 (alors nommée cité PLM, on considère ses bâtiments « en forme d'équerre, en retrait de la route, comme très élégants et aérés, entourés de verdure »), étendus de 106 autres logements entre 1959 et 1961, à l'intérieur de l'îlot formé par les premières constructions. Ces immeubles en particulier sont aujourd'hui gérés par ICF Habitat Sud-Est,.
La partie du quartier construite dans les années 1950 sur coteau voit son plan dessinée par l'architecte-urbaniste Laurent Chappis.
De 1950 à 1954 sont construits, selon le procédé Beaupère, les premiers immeubles de l'avenue Georges-Clémenceau, destinés en priorité aux militaires de la base aérienne 725 du Bourget-du-Lac, ce qui explique en partie les noms d'aviateurs donnés aux rues du quartier. Il s'agit de huit blocs, disposés de part et d'autre de la rue, composés de 237 logements.
À cette époque, il s'agit de l'un des programmes de construction de quartiers les plus importants de France.
Viennent, entre 1955 et 1959, « les deux « chenilles », les quatre bâtiments en éventail et un bâtiment courbe », trois ensembles qui apportent respectivement 372, 126 et 55 logements au quartier.
L’église Saint Jean Bosco est réalisée par l'architecte Pierre Jomain en 1956. De forme ronde, recouverte de briques, située dans une vaste zone verte et calme, elle « représente un four dans lequel le pain de Dieu devait lever ». Son volume est constitué d'« un cylindre à parois ajourées en pierre rugueuse de la Balme, de 25 mètres de diamètre et de 2,70 mètres de hauteur, coiffé d’une calotte sphérique recouverte  aujourd’hui de cuivre. Sous le chœur, une petite crypte sert de chapelle d’hiver ». Elle dispose de 500 places assises disposées en amphithéâtre. Un clocher indépendant de l'église, prévu à l'origine n'a jamais été réalisé.
Entre 1957 et 1958, les logements du plan Million, dit aussi « LOPOFA » (Logements populaires familiaux), opération nationale lancée en 1956 qui impose que la construction d'un logement ne compte pas plus d'un million de centimes, sont construits, trois barres de 255 logements sont alors réalisées. Construites en contrebas des « chenilles », elles ne font pas partie du plan masse d'origine du quartier, l'architecte-urbaniste du quartier Laurent Chappis en refuse les honoraires. Elles seront détruites à la fin des années 1990.
Une « cité d'urgence », au confort rudimentaire, visant à résorber la crise du logement à Chambéry est construite en 1957 et détruite vers 1965. Un autre bâtiment qui n'est pas non plus prévu dans le plan masse d'origine du quartier est également construit en 1959 vers le haut de rue de Salins, pour accueillir des rapatriés d'Algérie.
Le secteur compte environ 1 000 logements pour 5 000 habitants en 1960.
Le secteur du Petit-Biollay, urbanisé autour de la rue des Tilleuls entre l'avenue de Lyon et du chemin de Jacob, séparé du Biollay à proprement parler par une zone pavillonnaire, à proximité de l'hôtel de préfecture de Savoie, est urbanisé entre 1961 et 1962.
Le quartier de la Favorite, le long de l'Hyères autour de la rue Charles et Patrice Buet, de l'autre côté de l'avenue de Lyon, est construit entre 1968 et 1973.

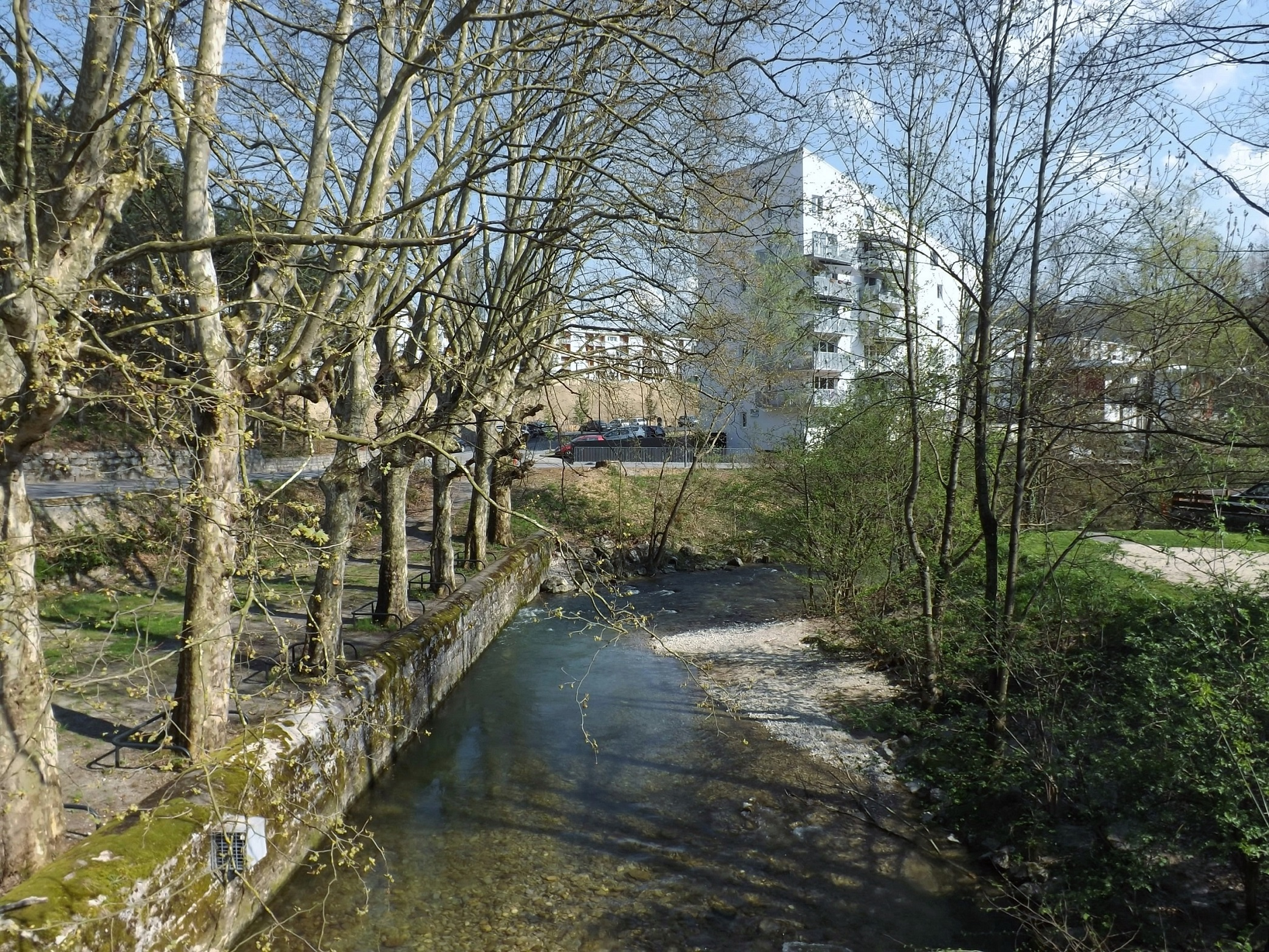
Berges de l'Hyères en 2013.

Des opérations de réhabilitation ainsi que de nouveaux logements sont lancés dans les années 1990 et 2000 : dans le cadre du plan Banlieues 89, un concours, remporté par l'équipe d'architectures Patey-Grifo, est lancé en 1991, qui mène notamment à l'amélioration du confort d'une partie des logements, la destruction de trois bâtiments du plan Million, la construction de 200 nouveaux logements rue de Salins, la création d'une Maison de la Petite enfance et de la famille et l'aménagement d'un parc urbain sur les Berges de l'Hyères. Cela comprend notamment :
- La résidence François Boyer, réalisée par l'architecte Christian Patey en 1996, dans le cadre du Plan gérontologique adopté en novembre 1993 ;
- La résidence EHPAD « Les Berges de l'Hyères », qui ouvre ses portes au mois de juin 2003, conçue indépendamment par les architectes Jacques Ventura et Maurice Monteil ;
- Un petit centre commercial de quartier est construit en 1998 rue Louis-Blériot.

Le grand ensemble du Biollay est classé label patrimoine du XXe siècle par le Ministère de la culture à l'occasion des Journées du patrimoine de septembre 2003.

## Démographie
Beaucoup de personnes vivent seules au Biollay, notamment du fait de la typologie des logements, au contraire d'autres quartiers comme Chambéry-le-Haut qui sont majoritairement occupés par des familles.

### Revenus par ménages par IRIS
Le quartier administratif du Biollay est découpé par l'Insee en deux IRIS, Biollay 1 et Biollay 2, correspondant respectivement aux secteurs conjoints du Petit-Biollay et de la Favorite et au grand ensemble du Biollay. Cette limite est marquée par le chemin des Vieux-Capucins et l'avenue Georges-Clémenceau.
En 2017, dans l'IRIS Biollay 1, le taux de pauvreté, défini à 60 % du niveau de vie médian, est de 21,1 %, tandis que le taux de ménages imposés est de 44,3 %. Le revenu disponible médian est de 17 650 €, tandis que le revenu déclaré médian est de 16 720 €. 72,7 % des revenus disponibles sont des revenus d'activités (dont 64,5 % de salaires et traitements, 3,9 % d'indemnités de chômage), 24,6 % sont des pensions, retraites et rentes, 9,8 % sont des prestations sociales (dont 3,5 % sont des prestations familiales, 3,4 % sont des minima sociaux),.
Dans l'IRIS Biollay 2, le taux de pauvreté, défini à 60 % du niveau de vie médian, est de 36,3 %, tandis que le taux de ménages imposés est de 23,8 %. Le revenu disponible médian est de 14 740 €, tandis que le revenu déclaré médian est de 11 880 €. 62,5 % des revenus disponibles sont des revenus d'activités (dont 55,7 % de salaires et traitements, 4,8 % d'indemnités de chômage), 24 % sont des pensions, retraites et rentes, 18,7 % sont des prestations sociales (dont 5,7 % sont des prestations familiales, 7,5 % sont des minima sociaux),.
Sur la commune de Chambéry, le revenu disponible médian par unité de consommation est de 20 620 € et le taux d'imposition est de 50 %, ce qui monte jusqu'à 26 360 € disponibles et 67,8 % de ménages imposés pour l'IRIS Bissy 2, circonscrivant entièrement une zone pavillonnaire.

## Logements
Le Biollay est aménagé pour l'essentiel par l'Office HLM de Chambéry, créé en 1922, devenu OPAC de Chambéry en 1986, Office Public de l’Habitat en 2007, Chambéry Alpes Habitat en 2011, avant de fusionner en 2017 avec la SAIEM de Chambéry, organisme créé en 1967 avec pour but la création de logements intermédiaires à Chambéry-le-Haut, au sein de Cristal Habitat.
D'autres bailleurs sociaux sont présents en minorité sur le quartier, comme ICF Habitat Sud-Est (ex-SA du Sud-Est) qui gère la cité SNCF, ou Adoma qui gère une résidence pour personnes âgées à La Favorite. Le quartier comprend également une part de logements privés et de propriétaires, notamment dans le secteur de la Favorite.
Après les opérations de renouvellement urbain, le contrat de ville 2015-2020 de Chambéry métropole indique concernant le Biollay et Bellevue « un taux de satisfaction des locataires de Chambéry Alpes Habitat (actuellement Cristal Habitat) en secteur « ZUS » désormais égal à la moyenne de l’agglomération », même si « des îlots n’ont pas encore été traités en particulier sur le volet thermique ». Une partie du quartier est intégrée au sein d'un quartier prioritaire, comprenant également un secteur de Bellevue.

## Équipements et commerces
Le Biollay compte plusieurs commerces, dont :
- Un supermarché central : Aldi
- Plusieurs commerces de détail situés le long de la rue Ernest-Grangeat, pour certains situés côté Jacob-Bellecombette : une pharmacie, une boulangerie, une auto-école, un fast food, un salon de coiffure, une agence bancaire Crédit agricole, un bureau de tabac
- Un petit centre commercial de quartier, accessible via la rue Jean-Mermoz, comprenant notamment une seconde pharmacie et un bureau de poste

Sur l'avenue de Lyon qui sépare le quartier du Biollay de la Favorite, se trouvent également plusieurs commerces dont une boulangerie La Panière et le bar La Favorite.
Le Biollay comporte plusieurs équipements communaux ou associatifs, dont une petite mairie de quartier, un café associatif, une crèche, une bibliothèque, une ludothèque associative situés le long de la rue de Salins, un foyer de jeunes travailleurs, un EHPAD, un centre socio-culturel, une maison de l'enfance (ALSH), une agence Cristal Habitat, un grand stade, plusieurs parcs, une école et une salle d'évènements communale.

### Transports
Le Biollay est desservi par la ligne A du réseau Synchro Bus qui s'arrête le long de l'avenue Georges-Clémenceau, et dessert également la Favorite au niveau du faubourg Mâché, en correspondance avec la ligne D qui continue vers Cognin. La ligne A, qui se dirige vers le campus de Jacob-Bellecombette de l'université Savoie-Mont-Blanc dans un sens, ainsi que Technolac, le campus universitaire du Bourget-du-Lac et la zone des Landiers dont le centre commercial Chamnord par l'avenue de la Boisse, la gare de Chambéry et les halles de Chambéry dans l'autre, est cadencée jusqu'à une amplitude de 8 minutes en journée, en période scolaire.
La ligne 1, ligne de desserte périphérique cadencée au quart-d'heure en semaine mais ne circulant pas le dimanche, dispose également d'un terminus rue de Salins, en provenance du campus de l'université Savoie-Mont-Blanc, du quartier de la Châtaigneraie à Jacob-Bellecombette, du hameau de Bellecombette, des quartiers de Bellevue, de la Préfecture et de Curial à Chambéry, et pour finir de Chambéry-le-Haut, complété en plus sur certains trajets par Chambéry-le-Vieux, le centre commercial Chamnord et La Motte-Servolex, ainsi que des navettes scolaires en correspondance.

## Hydrologie
Les quartiers du Biollay et de la Favorite sont longés à l'ouest par le ruisseau de Salins, aussi appelé ruisseau du Pontet ou nant du Vard, qui conflue dans la rivière de l'Hyères. Au niveau du Biollay, le ruisseau de Salins sépare le quartier du quartier Villeneuve de Cognin, composé d'immeubles de moyenne taille construits sur coteaux dans les années 2010 et 2020, puis, après confluence, l'Hyères le sépare du quartier Poterie de Cognin, immeubles bas construits à la fin des années 1980. Plus bas, au nord de la D 1006, le quartier de la Favorite fait face à la rue de la Digue de Cognin qui longe un quartier pavillonnaire.
Plusieurs ponts permettent le franchissement de ces deux cours d'eau, du sud au nord (de haut en bas en termes de dénivellation) :
- Un pont est accessible par l'intersection entre le haut de la rue de Salins et la rue Ernest-Grangeat du Biollay, menant au chemin de Villeneuve de Jacob-Bellecombette, lui-même longeant un bois et la résidence des Alpes (aussi appelée Édouard-Pailleron) de Jacob, présentant des caractéristiques urbanistiques semblables au Biollay mais avec une morphologie assez différente. Le chemin de Villeneuve longe puis enjambe le ruisseau de Salins qui effectue une boucle, et qui fait également office de limite communale entre Cognin et Jacob-Bellecombette.
- Un pont relie la rue de Salins et le quartier de Villeneuve à Cognin, juste avant la confluence entre le rû de Salins et l'Hyères. Ce pont, qui longe l'Hyères, ferme le temps de l'aménagement des espaces publics de la ZAC du Coteau (première tranche du quartier Villeneuve), avant de rouvrir en tant que jonction non-motorisée débouchant sur la nouvelle rue des Salamandres.
- Le Pont-Vieux relie l'intersection entre le bas de la rue de Salins et le chemin des Vieux-Capucins à la rue du Pont-Vieux de Cognin, permettant l'accès au centre de Cognin et au quartier de la Poterie.
- Sur la commune de Cognin, le Pont-Neuf effectue la jonction entre la rue du Pont-Neuf et la rue de la Digue, permettant le passage de la route de Lyon (D 1006).
- Une étroite passerelle métallique relie le quartier de la Favorite à la rue de la Digue de Cognin.

## Toponymie
D'après le service Ville d'art et d'histoire de Chambéry, « l’appellation Biollay viendrait du latin betula, bouleau, et du patois savoyard biola qui signifie également bouleau ou branche flexible pour faire des liens ».